# Castigat ridendo mores
Castigat ridendo mores é uma frase em latim que geralmente significa "alguém corrige costumes rindo-se deles" ou "alguém corrige costumes ridicularizando". Alguns comentaristas sugerem que a frase incorpora a essência da sátira, em outras palavras, a melhor maneira de mudar as coisas é apontar seu absurdo e rir delas.
Esta inscrição, colocada no frontão de vários teatros e devida ao poeta latinista francês Jean de Santeul, mostra como a comédia e a sátira, ao lançarem a ironia e o ridículo sobre os vícios e as faltas humanas, contribuíram de forma importante para a reforma dos costumes. 
A expressão é frequentemente utilizada em peças de Molière e Marivaux, como em O avarento (1668). 
Em Portugal, a frase ganhou ênfase através de Gil Vicente, o "pai" do teatro e sátira portugueses.[carece de fontes?]